# Аль-Фаляк
Аль-Фаля́к (араб. الفلق — Рассвет) — сто тринадцатая сура Корана. Сура мекканская.  Состоит из 5 аятов.

## Обстоятельство ниспослания
Согласно преданию, исламский пророк Мухаммед заболел из-за колдовских чар иудея. Тогда к нему сошёл с неба ангел Джибриль и указал место одного из колодцев, откуда были извлечены колдовские атрибуты, спрятанные там иудеем. Затем была прочитана сура аль-Фаляк, и пророк Мухаммад выздоровел.

Скажи: «Прибегаю к защите Господа рассвета ۝ от зла того, что Он сотворил, ۝ от зла мрака, когда он наступает, ۝ от зла колдуний, поплевывающих на узлы, ۝ от зла завистника, когда он завидует».
—  113:1—5 (Кулиев)